# فهرست راه‌اندازهای اندروید
این مقاله راه‌اندازهای سیستم عامل اندروید را به تفصیل شرح می‌دهد.
یک راه‌انداز مشخصات اصلی دستگاه را ارائه می‌کند و مسئولیت اجرای دیگر برنامه‌ها و میزبانی ابزارک‌های زنده را برعهده دارد.

## راه‌اندازها
| نام برنامه                    | توسعه‌دهنده                     | وب‌گاه                                                    | در دسترس                                               | متن‌باز | رایگان/پولی | رابط برنامه‌نویسی نرم‌افزار | نصب‌ها در گوگل پلی       | یادداشت |
| ----------------------------- | ------------------------------ | -------------------------------------------------------- | ------------------------------------------------------ | ------ | ----------- | ------------------------- | ----------------------- | --- |
| Action Launcher               | Chris Lacey                    | وب‌گاه                                                    | گوگل پلی                                               | نه     | رایگان/پولی | اندروید ۴٫۰٫۳+            | ۱۰۰٬۰۰۰–۵۰۰٬۰۰۰         | همراه با قابلیت وارد کردن طرح‌بندی‌ها از دیگر راه‌اندازهای مشخص                                                             |
| ADW.Launcher                  | AnderWeb                       | کد                                                       | گوگل پلی                                               | تا حدی | آزاد        | اندروید ۱٫۶+              | ۵٬۰۰۰٬۰۰۰–۱۰٬۰۰۰٬۰۰۰    | |
| ADWLauncher EX                | AnderWeb                       | کد                                                       | گوگل پلی                                               | تا حدی | پولی        | اندروید ۱٫۶+              | ۵۰۰٬۰۰۰–۱٬۰۰۰٬۰۰۰       | |
| Alias Facebook Feed Launcher  | OpenXcell Technolabs Pvt. Ltd. | وب‌گاه                                                    | گوگل پلی                                               | نه     | آزاد        | اندروید ۲٫۳٫۳+            | 5,000 - 10,000          | Facebook Home Launcher + Provision to add widgets/icons at home-screen + View frequently used applications from App-tray |
| Android Launcher Plus         |                                | کد                                                       |                                                        | آری    | آزاد        | اندروید ۲٫۰+              | -                       | |
| anTab Launcher lite           | antab.net                      |                                                          | گوگل پلی                                               | نه     | رایگان/پولی | اندروید ۲٫۱+              | -                       | |
| Apex Launcher                 | Android Does                   | وب‌گاه                                                    | گوگل پلی                                               | نه     | رایگان/پولی | اندروید ۴٫۰+              | ۵٬۰۰۰٬۰۰۰–۱۰٬۰۰۰٬۰۰۰    | |
| Apps Menu Widget              | Geek Playground                | وب‌گاه                                                    | گوگل پلی                                               | نه     | رایگان/پولی | اندروید ۲٫۱+              | ۱٬۰۰۰–۵٬۰۰۰             | |
| Atom Launcher                 | dlto                           | وب‌گاه                                                    | گوگل پلی                                               | نه     | آزاد        | اندروید ۴٫۰٫۲+            | ۱٬۰۰۰٬۰۰۰–۵٬۰۰۰٬۰۰۰     | |
| Aviate                        | Yahoo (FormerlyThumbs Up Labs) | وب‌گاه                                                    | گوگل پلی                                               | نه     | آزاد        | اندروید ۲٫۳+              | ۱۰۰٬۰۰۰–۵۰۰٬۰۰۰         | |
| BIG Launcher                  | BIG Launcher Team              | وب‌گاه                                                    | گوگل پلی                                               | نه     | رایگان/پولی | اندروید ۲٫۱+              | ۱۰۰٬۰۰۰–۵۰۰٬۰۰۰         | |
| BLauncher                     | Bob Qi                         | وب‌گاه                                                    |                                                        | آری    | آزاد        | اندروید ۲٫۱+              |                         | |
| Buzz Launcher                 | Homepack Buzz Team             | وب‌گاه                                                    | گوگل پلی                                               | نه     | آزاد        | اندروید ۴٫۰٫۳+            | ۱٬۰۰۰٬۰۰۰–۵٬۰۰۰٬۰۰۰     | |
| Chameleon Launcher            | Teknision                      | وب‌گاه                                                    | گوگل پلی                                               | نه     | پولی        | اندروید ۳٫۲+              | ۱۰٬۰۰۰–۵۰٬۰۰۰           | |
| Claystone Launcher            | Claystone Labs                 |                                                          | گوگل پلی                                               | نه     | آزاد        | اندروید ۲٫۱++             |                         | |
| Crazy Home (Lite)             | CrazyDude Productions          | وب‌گاه                                                    | گوگل پلی                                               | نه     | رایگان/پولی | اندروید ۲٫۱+              |                         | |
| Ely's Launcher                | Al Droid                       | وب‌گاه                                                    | گوگل پلی                                               | نه     | آزاد        | اندروید ۲٫۲+              | ۱۰٫۰۰۰–۵۰٫۰۰۰           | |
| Espier Launcher               | Espier Studios                 | وب‌گاه                                                    | گوگل پلی                                               | نه     | آزاد        | اندروید ۲٫۲+              |                         | |
| EverythingMe Launcher         | EverythingMe                   | وب‌گاه                                                    | گوگل پلی                                               | نه     | آزاد        | اندروید ۴٫۰+              | ۱٬۰۰۰٬۰۰۰–۵٬۰۰۰٬۰۰۰     | |
| EZ Launcher                   |                                | وب‌گاه                                                    | گوگل پلی                                               | نه     | آزاد        | اندروید ۲٫۲+              | ۵۰۰٬۰۰۰–۱٬۰۰۰٬۰۰۰       | |
| Facebook Home                 | فیسبوک                         | وب‌گاه                                                    | گوگل پلی                                               | نه     | آزاد        | اندروید ۴٫۰+              | ۱٬۰۰۰٬۰۰۰–۵٬۰۰۰٬۰۰۰     | |
| Fake iPhone 5                 | The Big Byte                   |                                                          | گوگل پلی                                               |        | آزاد        | اندروید ۲٫۱+              |                         | |
| Full screen launcher          | -                              |                                                          | گوگل پلی                                               | نه     | رایگان/پولی | اندروید ۲٫۱+              |                         | |
| Gesture Launcher              | Dmitry Dolotov                 |                                                          | گوگل پلی                                               | نه     | رایگان/پولی | اندروید ۲٫۰+              |                         | |
| GO Launcher Ex                | GO Dev Team (GDT)              | وب‌گاه                                                    | گوگل پلی                                               | نه     | رایگان/پولی | اندروید ۲٫۰+              | ۱۰۰٬۰۰۰٬۰۰۰–۵۰۰٬۰۰۰٬۰۰۰ | |
| Holo Launcher                 | Mobint Software                | وب‌گاه                                                    | گوگل پلی                                               | نه     | رایگان/پولی | اندروید ۲٫۲+              | ۱٬۰۰۰٬۰۰۰–۵٬۰۰۰٬۰۰۰     | |
| Kids Place - Parental Control | Kiddoware                      | وب‌گاه                                                    | گوگل پلی                                               | نه     | آزاد        | اندروید ۲٫۰+              | ۵۰۰٬۰۰۰–۱٬۰۰۰٬۰۰۰       | |
| Launch-X                      | DroidAhead                     | وب‌گاه                                                    | گوگل پلی                                               | نه     | رایگان/پولی | اندروید ۱٫۶+              | ۱۰۰٬۰۰۰–۵۰۰٬۰۰۰         | |
| Launcher 7                    | Timo Kujala                    |                                                          | گوگل پلی                                               | نه     | رایگان/پولی | اندروید ۲٫۰+              | ۱٬۰۰۰٬۰۰۰–۵٬۰۰۰٬۰۰۰     | |
| Launcher 8                    | QiHang Dev Team                |                                                          | گوگل پلی                                               | نه     | آزاد        | اندروید ۲٫۲+              | ۵٬۰۰۰٬۰۰۰–۱۰٬۰۰۰٬۰۰۰    | |
| LauncherPro                   | Frederico Carnales             | وب‌گاه                                                    | گوگل پلی                                               | نه     | رایگان/پولی | اندروید ۲٫۰+              | ۱۰٬۰۰۰٬۰۰۰–۵۰٬۰۰۰٬۰۰۰   | |
| Lightning Launcher            | PierroX                        | وب‌گاه بایگانی‌شده در ۳۱ اوت ۲۰۱۳ توسط Wayback Machine     | گوگل پلی                                               | نه     | آزاد        | اندروید ۲٫۰+              | ۱٬۰۰۰٬۰۰۰–۵٬۰۰۰٬۰۰۰     | |
| Listener Launcher             | piaci.mosca                    | وب‌گاه                                                    | گوگل پلی                                               | نه     | رایگان/پولی | اندروید ۲٫۳+              |                         | |
| MoLauncher                    | GestApps                       |                                                          | گوگل پلی                                               | نه     | رایگان/پولی | اندروید ۲٫۰+              |                         | |
| MXHome Launcher               | NeoMTel Co. ,Ltd.              | وب‌گاه                                                    | گوگل پلی                                               | نه     | آزاد        | اندروید ۲٫۰+              | ۱٬۰۰۰٬۰۰۰–۵٬۰۰۰٬۰۰۰     | |
| My Home                       | Farmer                         |                                                          | گوگل پلی                                               | نه     | رایگان/پولی | اندروید ۲٫۱+              | ۱۰۰–۵۰۰                 | |
| My Launcher                   | MorGoo APP                     | وب‌گاه                                                    | گوگل پلی                                               | نه     | آزاد        | اندروید ۲٫۰+              | ۱۰۰٫۰۰۰–۵۰۰٫۰۰۰         | |
| Nemus Launcher                | Nemustech                      | وب‌گاه                                                    | گوگل پلی                                               | نه     | آزاد        | اندروید ۲٫۱+              | ۱٬۰۰۰٬۰۰۰–۵٬۰۰۰٬۰۰۰     | |
| Next Launcher 3D              | GO Dev Team (GDT)              | وب‌گاه                                                    | گوگل پلی                                               | نه     | رایگان/پولی | اندروید ۲٫۲+              |                         | |
| Nine Launcher                 | Grid Apps INC                  | وب‌گاه                                                    | گوگل پلی                                               | نه     | رایگان/پولی | اندروید ۴٫۰+              | ۱۰٬۰۰۰–۵۰٬۰۰۰           | |
| Nova Launcher                 | TeslaCoil Software             | وب‌گاه                                                    | گوگل پلی                                               | نه     | رایگان/پولی | اندروید ۴٫۰+              | ۵٬۰۰۰٬۰۰۰–۱۰٬۰۰۰٬۰۰۰    | |
| Perfect Launcher              | My Perfect Apps                | وب‌گاه                                                    | گوگل پلی                                               | نه     | آزاد        | اندروید ۴٫۱٫۲+            | ۱۰٬۰۰۰–۵۰٬۰۰۰           | |
| Personal Launcher             | Pramati Technologies           | وب‌گاه                                                    | گوگل پلی                                               | نه     | آزاد        | اندروید ۴٫۰٫۳+            | ۱٬۰۰۰–۵٬۰۰۰             | راه‌انداز چند کاربره، کنترل والدین، محل کودکان و نوجوانان همراه گزینه مهلت زمانی                                          |
| Phonotto                      | gammapps.com                   | وب‌گاه                                                    | گوگل پلی                                               | نه     | رایگان/پولی | اندروید ۲٫۱+              |                         | |
| QM Launcher                   | Quantum Matrix Holdings LLC.   | وب‌گاه                                                    | گوگل پلی                                               |        | رایگان/پولی | اندروید ۲٫۳+              |                         | |
| Regina 3D Launcher            | Nemustech                      | وب‌گاه                                                    | گوگل پلی                                               | نه     | رایگان/پولی | اندروید ۲٫۰+              | ۱٬۰۰۰٬۰۰۰–۵٬۰۰۰٬۰۰۰     | |
| Roma Desktop                  | Roma Software, LLC             | وب‌گاه                                                    | گوگل پلی                                               | نه     | رایگان/پولی | اندروید ۲٫۳+              |                         | رابط کاربر شبیه ویندوز                                                                                                   |
| RUI Home                      | eclaxy                         | وب‌گاه                                                    | گوگل پلی                                               | نه     | آزاد        | اندروید ۲٫۱+              |                         | |
| Smart Launcher                | GinLemon                       | وب‌گاه بایگانی‌شده در ۲۳ سپتامبر ۲۰۱۷ توسط Wayback Machine | گوگل پلی                                               | نه     | آزاد        | اندروید ۲٫۱+              | ۵٬۰۰۰٬۰۰۰–۱۰٬۰۰۰٬۰۰۰    | |
| SO.HO                         | INQ Mobile                     | وب‌گاه                                                    | گوگل پلی                                               | نه     | Free        | اندروید ۴٫۰+              | ۵۰٬۰۰۰–۱۰۰٬۰۰۰          | فیسبوک. توییتر. اینستاگرم. همه در یک مکان.                                                                               |
| SPB Shell 3D                  | SPB Software                   | وب‌گاه                                                    | گوگل پلی                                               | نه     | پولی        | اندروید ۲٫۰+              | ۱۰۰٬۰۰۰–۵۰۰٬۰۰۰         | |
| Splay (Beta) launcher         | Else                           |                                                          | گوگل پلی                                               | نه     | آزاد        | اندروید ۴٫۰+              | ۱۰۰٬۰۰۰–۵۰۰٬۰۰۰         | |
| SquareHome                    | ChYK                           | وب‌گاه                                                    | گوگل پلی                                               | نه     | رایگان/پولی | اندروید ۲٫۲+              |                         | |
| Search based launcher         | ifb                            | گیت‌هاب                                                   | گوگل پلی اف-دروید                                      | آری    | آزاد        | اندروید ۲٫۰+              | ۱۰۰–۵۰۰                 | |
| ssLauncher                    | ChYK                           | وب‌گاه                                                    | گوگل پلی                                               | نه     | رایگان/پولی | اندروید ۲٫۲+              | ۵۰۰٬۰۰۰–۱٬۰۰۰٬۰۰۰       | |
| Sweeterhome launcher          |                                | وب‌گاه                                                    |                                                        | نه     | آزاد        | اندروید ۲٫۰+              |                         | |
| Transparent Launcher          | abeerforyou.com                | وب‌گاه بایگانی‌شده در ۷ اوت ۲۰۱۳ توسط Wayback Machine      | گوگل پلی                                               | نه     | پولی        | اندروید ۲٫۰+              | ۵٬۰۰۰–۱۰٬۰۰۰            | |
| Trebuchet Launcher            | گروه سیانوژن مد                | وب‌گاه                                                    |                                                        | آری    | آزاد        | اندروید ۴٫۰٫۱+            |                         | |
| TSF Shell Launcher            | TSFUI                          | وب‌گاه بایگانی‌شده در ۱۵ مه ۲۰۱۳ توسط Wayback Machine      | گوگل پلی                                               | نه     | پولی        | اندروید ۲٫۱+              | ۵۰٬۰۰۰–۱۰۰٬۰۰۰          | |
| Turbo Launcher                | Phonemetra                     |                                                          | گوگل پلی فروشگاه تلفن همراه اپرا فروشگاه برنامه آمازون | نه     | آزاد        | اندروید ۱٫۰+              | ۵۰۰٬۰۰۰–۱٬۰۰۰٬۰۰۰       | |
| Unity Launcher                | Omkar Deshmukh                 |                                                          | گوگل پلی                                               | نه     | رایگان/پولی | اندروید ۲٫۲+              | ۵٬۰۰۰–۱۰٬۰۰۰            | |
| Vire Christmas Launcher       | Vire Labs Ltd.                 | وب‌گاه                                                    | گوگل پلی                                               |        | رایگان/پولی | اندروید ۲٫۲+              |                         | |
| Vire Launcher                 | Vire Labs Ltd.                 | وب‌گاه                                                    | گوگل پلی                                               | نه     | آزاد        | اندروید ۲٫۲+              | ۵۰۰٬۰۰۰–۱٬۰۰۰٬۰۰۰       | |
| Vire Launcher Premium         | Vire Labs Ltd.                 | وب‌گاه                                                    | گوگل پلی                                               | نه     | پولی        | اندروید ۲٫۲+              | ۱٬۰۰۰–۵٬۰۰۰             | |
| VTL Launcher                  | vtlab.com/                     | وب‌گاه                                                    | گوگل پلی                                               | نه     | پولی        | اندروید ۲٫۰+              | ۱٬۰۰۰–۵٬۰۰۰             | |
| Wave Launcher                 | MobileMerit                    | وب‌گاه                                                    | گوگل پلی                                               | نه     | پولی        | اندروید ۲٫۰+              | ۱۰٬۰۰۰–۵۰٬۰۰۰           | |
| World Launcher                | Welebny Software               | وب‌گاه بایگانی‌شده در ۱۸ ژوئیه ۲۰۱۳ توسط Wayback Machine   | گوگل پلی                                               | نه     | پولی        | اندروید ۴٫۰٫۳+            | ۱۰۰–۵۰۰                 | سه بعدیِ خلاقانه |
| Wyze Launcher                 | Lava International Ltd.        |                                                          | گوگل پلی                                               | نه     | آزاد        | اندروید ۴٫۰٫۳+            | ۱۰٬۰۰۰–۵۰٬۰۰۰           | |
| Yandex.Shell                  | Яндекс                         |                                                          | گوگل پلی                                               | نه     | آزاد        | متفاوت                    | ۱٬۰۰۰٬۰۰۰–۵٬۰۰۰٬۰۰۰     | پنل چهارچوب سه بعدی، صفحه خانگی سه بعدی                                                                                  |
| Zeam Launcher                 | Michael Bentz                  | وب‌گاه                                                    | گوگل پلی                                               | نه     | آزاد        | اندروید ۲٫۰+              | ۱٬۰۰۰٬۰۰۰–۵٬۰۰۰٬۰۰۰     | |